# نخت

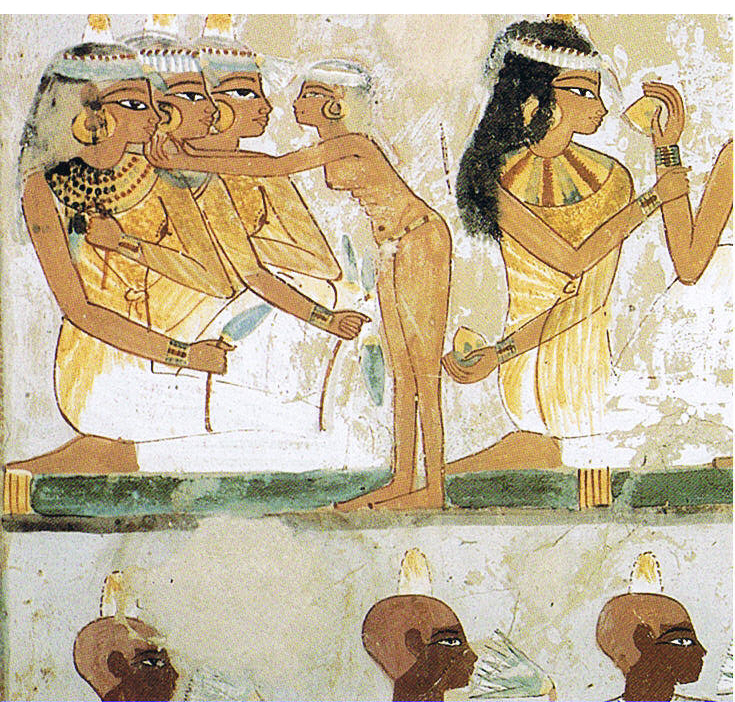
مصریان باستان (مرد و زن) در حال کشیدن سرمه؛ اثری قدیمی در مقبرهٔ «نخت» در شهر تبای (تِبس)؛ (قرن ۱۵ پیش از میلاد مسیح).

نَخت (عربی: نخت، انگلیسی: Nakht) یک منجم، کاتب و کاهن اعظم در دربار تحوتموس چهارم (فرعون دودمان هجدهم در مصر باستان) بود. 
وی در «گورستان باستانی تبای (تِبس)» (عربی مصری: مدينة طيبه الجنائزيه) و در مقبرهٔ شمارهٔ «TT52» مدفون است.